# Čelopeci
Čelopeci är ett samhälle i kommunen Župa dubrovačka i Kroatien. Samhället har 453 invånare (2011).